# Anna von Kleve

Hans Holbein: Porträt der Anna von Kleve, 1539, Louvre

Nachgezogene Signatur Annas von Kleve: „Anna the dowghter of Cleves“

Anna von Kleve (* 22. September/28. Juni 1515 in Düsseldorf; † 16. Juli 1557 auf Chelsea Manor, London) war die vierte Ehefrau des englischen Königs Heinrich VIII. und dadurch vom 6. Januar 1540 bis 9. Juli 1540 Königin von England.
Sie wurde als zweitälteste der drei Töchter von Johann III., Herzog von Jülich-Kleve-Berg († 1539), und Maria von Jülich († 1543) geboren und wuchs in einem konservativen familiären Umfeld in Burg an der Wupper auf. Heinrich plante nach dem Tod seiner dritten Frau Jane Seymour aus politischen Gründen eine weitere Heirat. Er wählte Anna von Kleve aus, da ihm ihr von Hans Holbein gemaltes Porträt gefiel, und unterschrieb den Heiratsvertrag, ohne sie persönlich kennengelernt zu haben. Nach ihrer ersten Begegnung sah er sich jedoch in seinen Erwartungen enttäuscht und ließ die am 6. Januar 1540 in Greenwich geschlossene Ehe ein halbes Jahr später für ungültig erklären, da sie nie vollzogen worden sei. Anna genoss weiterhin finanzielle Privilegien, durfte aber England bis zu ihrem Tod nicht mehr verlassen. Sie starb 1557 an Krebs und wurde in Westminster Abbey bestattet.

## Kindheit und Jugend
Über die frühen Jahre Annas ist wenig bekannt. Sie wuchs auf Schloss Burg unter der Obhut ihrer Mutter auf. Ihr Vater war Anhänger von Erasmus von Rotterdam und verfolgte einen gemäßigten Reformationskurs. Er stand dem Schmalkaldischen Bund nahe und ging damit in Opposition zum katholischen Karl V., dem Kaiser des Heiligen Römischen Reiches. Maria von Jülich galt als konservativ, willensstark und dominant, ihre Tochter Anna als scheu und sich unterordnend. Sie und ihre beiden Schwestern Amalia und Sibylle erhielten eine altmodische Erziehung. Es wurde Wert auf Sticken und Nähen, nicht aber auf das Erlernen von Fremdsprachen, Singen oder das Spielen eines Musikinstruments gelegt. Auch kleidete man sich an dem kleinen deutschen Fürstenhof nicht nach der italienischen Mode, wie es während der Renaissance in Adelskreisen üblich geworden war. Schon im Kindesalter wurde für Anna ein Heiratsvertrag mit Franz I. von Lothringen geschlossen, der jedoch nicht umgesetzt wurde. Nach dem Tod ihres Vaters im Februar 1539 übernahm ihr Bruder Wilhelm der Reiche die Herrschaft in Jülich-Kleve-Berg und setzte die Politik seines Vaters fort.

## Heirat mit Heinrich VIII.

### Heinrichs Brautsuche in Europa

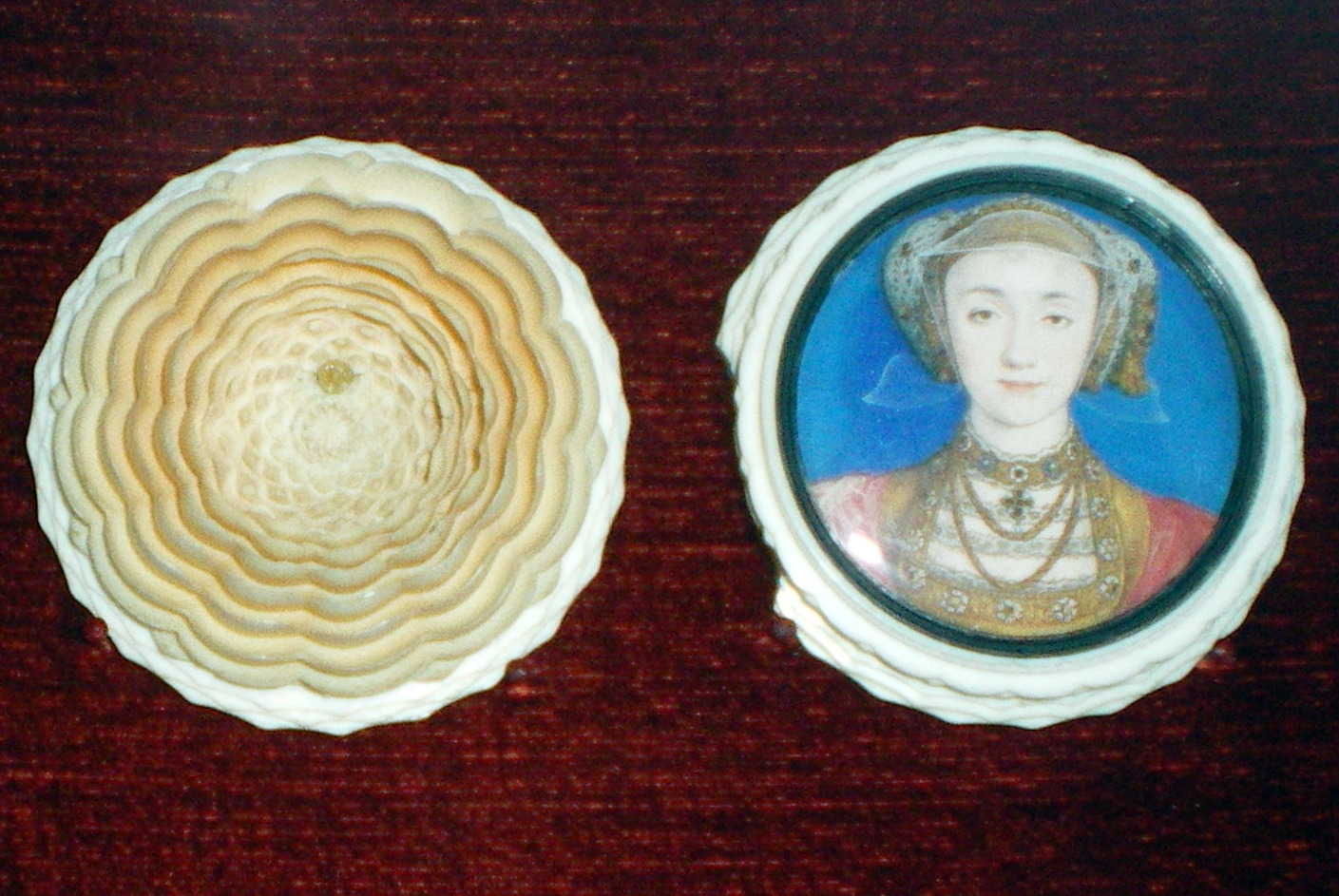
Porträt von Anna in einer handgeschnitzten Elfenbeindose, gemalt von Hans Holbein

Nach dem Tod seiner dritten Frau Jane Seymour, die zwölf Tage nach der Geburt des Sohnes Eduard am Kindbettfieber starb, verfiel König Heinrich VIII. in eine Depression. Jedoch wurde für ihn eine neue Heirat geplant. Der Lordsiegelbewahrer, Thomas Cromwell, suchte, auch mit Blick auf den Vertrag von Toledo, in dem sich Franz I. von Frankreich und der römisch-deutsche Kaiser Karl V. im Januar 1539 auf eine Isolation Englands verständigt hatten, nach einer starken Allianz und bemühte sich, eine politisch sinnvolle Ehe für den König zu arrangieren. Er schrieb Briefe an seine Botschafter innerhalb Europas. Da Heinrich seine zweite Frau hatte hinrichten lassen, gestaltete sich die Suche zudem schwierig. Außerdem wollte der zögernde König der Heirat nur zustimmen, wenn seine Braut attraktiv wäre. So ließ er seinen Hofmaler Hans Holbein den Jüngeren mehrere Heiratskandidatinnen porträtieren. Seine Favoritin wurde Christina von Dänemark, die Nichte von Karl V. Dieser war jedoch gegen die Heirat, denn ein Bündnis mit Frankreichs Erzfeind England hätte das Verhältnis des Heiligen Römischen Reiches zu Frankreich stark belastet. Christina, von der angeblich das Zitat „Hätte ich zwei Hälse, so würde einer davon dem König von England zur Verfügung stehen“, stammt, wollte von einer Heirat mit Heinrich ebenfalls nichts wissen.
In Wilhelm dem Reichen fand Cromwell einen möglichen Bündnispartner gegen Kaiser Karl V. und Franz I. von Frankreich. Wilhelm regierte seit 1538 gegen den Willen des Kaisers das Herzogtum Geldern. Damit kontrollierte er das größte Territorium im Norden Deutschlands. Hans Holbein porträtierte Anna von Kleve und ihre jüngere, ebenfalls unverheiratete Schwester Amalia von Kleve (1517–1586). Heinrich wählte die zweitälteste Schwester, denn das von Holbein gemalte Porträt Annas gefiel ihm. Außerdem lobten die englischen Abgesandten Anna dem König gegenüber in den höchsten Tönen. So unterschrieb er am 6. Oktober 1539 den Heiratsvertrag. Anna erhielt eine ansehnliche Mitgift von 100.000 Goldgulden, davon 40.000 am Hochzeitstag. Die übrigen 60.000 sollten innerhalb des nächsten Jahres ausbezahlt werden. Als Anna nach England aufbrach, wurde sie von 263 Personen und 283 Pferden begleitet.

### Reise nach England
Nach der Unterzeichnung des Heiratsvertrages wurde ein Weg gesucht, um Anna sicher von Düsseldorf nach London zu bringen. Es bestand ein hohes Risiko, dass Heinrichs Braut von einem seiner Gegner abgefangen würde. Heinrich plante zunächst eine schnelle Seereise Annas nach London. Die Klever Botschafter lehnten jedoch eine längere Schiffsfahrt im Winter ab. So wurde der lange Landweg gewählt, auf dem Anna unter Führung des klevisch-märkischen Kanzlerverwesers Heinrich Olisleger nach Calais gebracht wurde, wo sie am 11. Dezember 1539 eintraf. Dort beherbergte sie Arthur Plantagenet, 1. Viscount Lisle, der Onkel des Königs und Lord Deputy von Calais. Wegen schlechten Wetters konnte sie erst am 27. Dezember nach Dover übersetzen, was die Ungeduld des in Greenwich wartenden Königs verstärkte. Von Dover Castle wurde Anna durch das Herzogspaar von Suffolk über Canterbury bis nach Rochester begleitet. Auf der langen Reise nach London wurden ihr die Etikette am Hof und die wichtigsten englischen Kartenspiele beigebracht. Englische Beobachter bezeichneten ihre Kleidung und Verhalten als „sehr ungewöhnlich“. Nach einer wochenlangen Fahrt erreichte Anna am 31. Dezember die Stadt Rochester. Der König, der die erste Begegnung mit seiner neuen Frau kaum abwarten konnte, reiste ihr entgegen. Am 1. Januar 1540 besuchte er Anna im Palast des Bischofs von Rochester.

### Erstes Treffen mit Heinrich

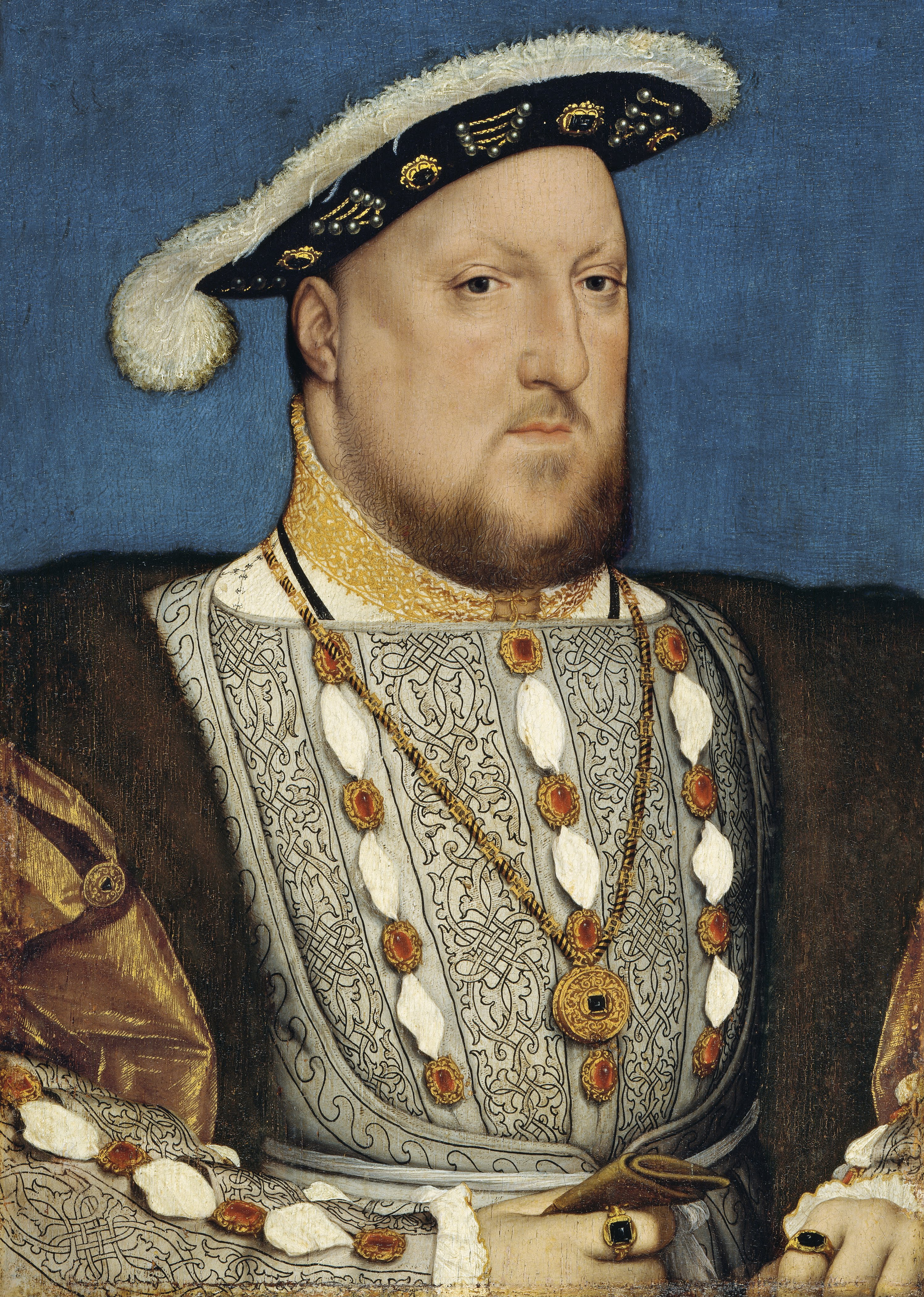
Bild von Hans Holbein: Heinrich VIII.

Der spanische Botschafter berichtete über die erste Begegnung Heinrichs mit Anna von Kleve. Anna beobachtete gerade eine Bullenhatz durch ein Fenster, als der König eintraf und ihr ein Geschenk überreichte. Da der König verkleidet war, erkannte Anna ihn nicht. Sie nahm das Geschenk entgegen und schaute sich dann weiter den Kampf an. Von Heinrich nahm sie weiter keine Notiz. Heinrich ging aus dem Raum, um kurze Zeit später ohne Verkleidung zurückzukehren. Erst jetzt erkannte Anna den König und kniete nieder.
Nach dem ersten Treffen war Heinrich von seiner neuen Braut maßlos enttäuscht. Er fand Anna humorlos und langweilig. Sie wirkte unscheinbar in ihrer deutschen Tracht, verhielt sich schüchtern und sprach kein Englisch. Angeblich soll er Cromwell nach diesem ersten Treffen schon gesagt haben: „Ich mag sie nicht.“ Die Beleidigung als „flandrische Mähre“ ist eine viel später erfundene Behauptung des Geschichtsschreibers Tobias Smollett und von Heinrich so nicht überliefert. Der französische Gesandte Charles de Marillac beschrieb Anna als große, dünne Frau, die älter wirke, als sie tatsächlich war. Sie sei

„… von mittlerer Schönheit, mit einem entschlossenen und resoluten Antlitz.“

Zunächst verschob Heinrich die Hochzeitsfeier um zwei Tage und äußerte den Wunsch, vom Ehevertrag zurückzutreten. Heinrich befahl Cromwell, eine Möglichkeit zu finden, die Hochzeit zu verhindern. Es sollte überprüft werden, ob der Heiratsvertrag aus ihrer Kindheit mit Franz I. noch gültig wäre. Der Gesandte berichtete aber, dass dieser Vertrag schon Jahre zuvor gelöst worden sei. Am 5. Januar 1540 musste Anna zusätzlich eine formelle Erklärung unterzeichnen, dass sie nicht anderweitig gebunden sei. Schließlich fand am 6. Januar 1540 die Hochzeit in Greenwich statt.

### Leben am englischen Hof
Thomas Cromwell hoffte, dass die Hochzeitsnacht das Ehepaar einander näherbringen würde. Heinrich äußerte sich am Morgen nach der ersten Nacht: „Ich habe sie vorher nicht geliebt und liebe sie jetzt noch weit weniger […], mein Herz hat sich von ihr abgewendet, so dass ich in diesem Handel nicht weiter fortfahren will.“ Der König bemühte sich in den ersten Nächten um Anna, bevor er verkündete, dass es ihm nicht möglich sei, seine Gattin „fleischlich zu erkennen“. Seinen Hofärzten gegenüber bemängelte er die „Schlaffheit ihres Fleisches“. Anna kümmerte sich nicht um die Ratschläge der Hofdamen, die seine Unzufriedenheit beunruhigte; sie zeigte sich in sexuellen Vorgängen völlig unerfahren. Zu ihren Hofdamen soll sie gesagt haben:

„Wenn er [der König] ins Bett geht, küsst er mich und nimmt mich bei der Hand und wünscht mir Gute Nacht, Liebling und am Morgen küsst er mich und wünscht mir Lebwohl, Schatz. Genügt das nicht?“

Da die Ehe laut Heinrich nicht vollzogen wurde, plante der König ihre Annullierung. Für den englischen Hof zeigte sich der König mit Anna bei öffentlichen Anlässen, wo sie aufgrund ihrer Bescheidenheit einen guten Eindruck machte, und behandelte sie zuvorkommend. Sie unterhielt am Hof einen Haushalt mit 126 Personen. Noch während der kurzen Ehe mit Anna begann Heinrich eine leidenschaftliche Affäre mit Annas eigener Hofdame Catherine Howard, was die Auflösung der Ehe beschleunigte. Die Feindschaft zwischen Franz I. und Karl V. brach wieder offen aus, und auch die politischen Gründe für die Ehe bestanden für Heinrich nicht mehr. Unter dem Vorwand eines Pestausbruchs wurde Königin Anna am 24. Juni 1540 von London nach Richmond geschickt, wo sie am Tag darauf die Nachricht von der geplanten Auflösung ihrer Ehe erhielt.

### Eheannullierung und Leben in England
Wichtig bei der Auflösung der Ehe war, Annas Bruder Wilhelm den Reichen nicht zu sehr zu verärgern. Daher benötigte Heinrich Annas Hilfe, die sich in Erinnerung an das Schicksal von Katharina von Aragón und Anne Boleyn in alles fügte und ihre formale Abdankung unterschrieb. Nach anfänglicher Weigerung fügte sie sich auch darin, einen vorgefertigten, versöhnlich gehaltenen Brief an ihren Bruder zu schicken, in dem sie ihm die Scheidung mitteilte. Der König ernannte sie, erfreut über dieses Verhalten, zu seiner „guten Schwester“. Damit nahm sie einen Rang vor den übrigen Staatsdamen, abgesehen von der Königin und den Töchtern Heinrichs, ein. Zudem wurden ihr ein großzügiges Einkommen und zwei königliche Residenzen in Richmond und Bletchingley zugesprochen.
Sechs Monate und drei Tage nach ihrer Hochzeit ließ Heinrich die Ehe am 9. Juli 1540 für ungültig erklären. Anna von Kleve gab dem König ihren Ehering zurück und erklärte sich mit der Auflösung einverstanden. Sie bestätigte, dass der König und sie nie intim geworden seien.
Thomas Cromwell wurde nach einer Intrige des Herzogs von Norfolk des Hochverrats und der Häresie angeklagt, zum Tode verurteilt und am 28. Juli 1540 hingerichtet. Annas Bruder Wilhelm behauptete sich noch bis 1543 gegen Kaiser Karl V., bis er das Herzogtum Geldern im Vertrag von Venlo an das Reich abgeben musste. Der Maler Hans Holbein fiel beim König in Ungnade. Er blieb zwar Hofmaler, sollte jedoch nie wieder ein Mitglied der königlichen Familie malen.
Zwei Wochen nach der Eheannullierung und am Tag der Hinrichtung Cromwells heiratete der König Catherine Howard. Die junge Frau fand jedoch nicht in ihre Rolle als Königin von England und wurde am 13. Februar 1542 wegen einer Affäre mit ihrem Kammerdiener und einem weiteren Höfling enthauptet. Kurzzeitig machte sich Anna Hoffnung, dass der König sich jetzt wieder ihr zuwenden werde. Diese Bemühungen wurden aber schon frühzeitig durch Cromwells Nachfolger Stephan Gardiner unterbunden. Auch Heinrich lehnte eine Versöhnung kategorisch ab, was Anna ebenso enttäuschte wie seine nächste Heirat mit Catherine Parr, die sie als „nicht annähernd so hübsch“ wie sich selbst einschätzte.
Obwohl Annas Mutter und ihr Bruder ihre Rückkehr nach Deutschland wünschten, blieb sie in England, angeblich aus freiem Willen. Am 9. Januar 1541 wurde sie zur Lehenstreue gegenüber dem englischen König verpflichtet, und ihre Einkünfte wurden neu geregelt. Sie zog sich nach Hever Castle zurück und führte dort, wie eine reiche Witwe, ein relativ unabhängiges Leben. Die „Tochter von Kleve“ wurde in England für ihre Großzügigkeit und Mildtätigkeit, aber auch Extravaganzen berühmt. Mit ihrer Nachfolgerin Catherine Howard soll Anna von Kleve einen heiteren privaten Umgang gepflegt haben. Sie hielt sich häufig am Hof auf. Auch das Verhältnis zu Heinrich verbesserte sich mit ihrer zunehmenden Selbstsicherheit und Sprachgewandtheit.

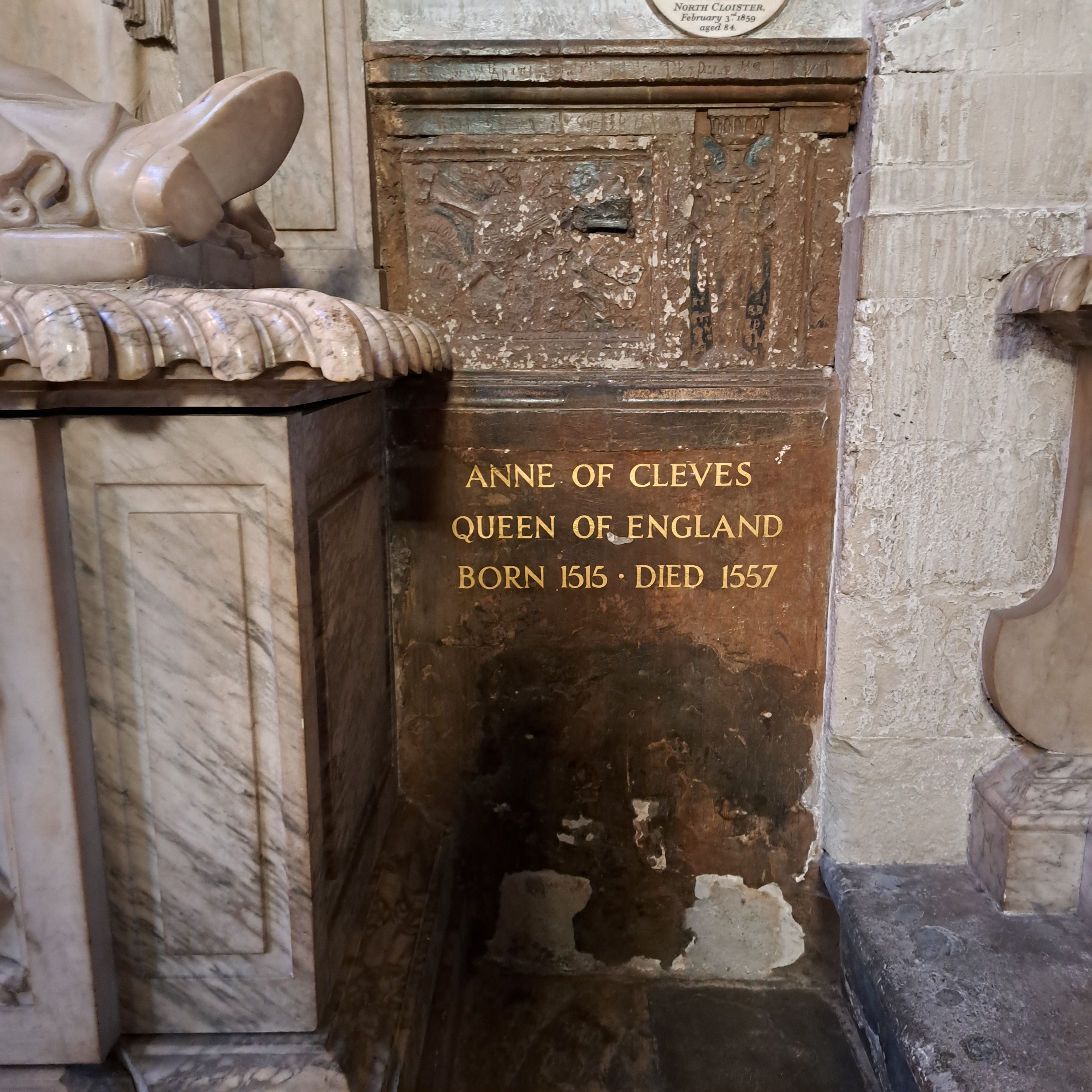
Grabstätte Annas in der Westminster Abbey

Anna von Kleve überlebte Heinrich und alle seine anderen Frauen. Nach dem Tod des Königs 1547 verschlechterte sich ihre Situation. So verringerte sich ab 1552 unter der Herrschaft von Heinrichs Sohn Eduard VI. ihr Einkommen, und sie verlor ihren Wohnsitz in Bletchingley. Obwohl sie nach Kleve wollte, durfte sie England weiterhin nicht verlassen. Ihren letzten öffentlichen Auftritt hatte Anna bei der Thronbesteigung ihrer Stieftochter Maria. Als dritte Dame ritt sie neben Marias Halbschwester Elisabeth hinter der neuen Königin. Unter der Herrschaft Marias verbesserte sich ihre finanzielle Situation wieder, auch wenn ihr der Wunsch nach Behandlung als Königinwitwe verwehrt blieb. Sie hatte Wohnsitze im Richmond Palace, Penshurst, Hever Castle und Chelsea Manor. Im Frühjahr 1557 erkrankte sie und starb schließlich am 16. Juli 1557 an einem Krebsleiden in Chelsea Manor. Anna wurde mit großem Aufwand in einer Kapelle in der Westminster Abbey in London bestattet. Maria ließ ihr ein Grabmal aus schwarzweißem Marmor errichten. Die Menschen in ihrer Umgebung verehrten die ehemalige Königin vor allem wegen ihrer Großzügigkeit als „mildtätige Dame“. So bedachte sie in ihrem Testament nicht nur ihre Hofdamen und ihre jüngere Schwester, sondern auch die Armen und Waisenkinder der Umgebung. Das von Hans Holbein gemalte Bildnis der Anna von Kleve zählt zu seinen bekanntesten Werken und ist im Pariser Louvre zu sehen.

## Wappen

Königliches Wappen von Anna von Kleve, nach ihrer Heirat mit Heinrich VIII.

Die rechte Schildhälfte zeigt das Wappen des Herzogtums Kleve. Die linke Schildhälfte zeigt das viergeteilte Wappen Heinrichs.

## Zuschreibungen an ihre Person

### Legende „flandrische Mähre“
Dass Anna von Kleve wirklich so hässlich war, wie von Heinrich VIII. beschrieben, wird heutzutage bezweifelt. Ein Zeitgenosse berichtet, wie Anna in ihrer kurzen Ehe mit Heinrich während einer Tjost eine am englischen Hof moderne französische Haube trug, die „ihre Schönheit und ihr frisches Gesicht so betonte, dass sich jedermann an ihrem Anblick erfreute.“ Möglicherweise spielte also ihre ungewohnte, unvorteilhafte Kleidung eine Rolle.
Der Ausdruck „flandrische Mähre“ ist möglicherweise erst von Horace Walpole im 18. Jahrhundert erdacht worden. Dies könnte auch die falsche Aussage über ihre flandrische Herkunft erklären, denn Anna stammte weder aus Flandern, noch hatte ihre Familie, das Haus von der Mark, Besitzungen in Flandern; ihre Besitzungen lagen sämtlich in Westfalen und im Rheinland. Nur das Herzogtum Geldern – heute Teil der Niederlande, Provinz Gelderland im Südosten der Niederlande – liegt westlicher, gehörte jedoch ebenfalls nicht zu Flandern (heute Südwest-Niederlande und Belgien). Der König von England, der beständig zwischen den anderen europäischen Mächten lavieren musste, dürfte sich darüber im Klaren gewesen sein, insbesondere da die Grafschaft Flandern Teil des burgundischen Erbes des Hauses Habsburg war und zudem von Frankreich beansprucht wurde.
Andere Aussagen über Anna könnten erfunden worden sein, um die schnelle Trennung von Heinrich möglich zu machen und das Ansehen des Königs zu schützen.

### „Erste deutsche Königin von England“
Anna von Kleve wird in der Literatur häufig als „erste deutsche Königin von England“ (oder auch deutschstämmige Königin) bezeichnet. Dies gilt dann, wenn man den zu ihren Lebzeiten nicht klar geographisch zuzuordnenden Begriff deutsch auf das Gebiet der heutigen Bundesrepublik Deutschland oder frühestens des Deutschen Reichs ab 1871 bezieht. Aus dem Heiligen Römischen Reich und auch aus dessen Regnum Teutonicum (das für die damalige Zeit auch nicht exakt abzugrenzen ist, auf das vielleicht aber am ehesten die Bezeichnung deutsch zutrifft) hatte es bereits zuvor mehrere englische Königinnen gegeben, beispielsweise Adelheid von Löwen (um 1103–1151), oder Anne von Böhmen (1366–1394) aus dem Haus Luxemburg, deren Heimat ebenso wie das Stammland ihres Geschlechts noch bis 1866 zum Deutschen Bund gehörte.

## Moderne Rezeption

### Film
Das Leben Heinrichs VIII. und seines Hofstaates wurde häufig verfilmt, wobei die Rolle Annas von Kleve einen verschieden großen Raum einnahm. Unter anderen porträtiert der vierte Teil der 1970 ausgestrahlten BBC-Miniserie The Six Wives of Henry VIII ausführlich Anna von Kleve, dargestellt durch Elvi Hale. 2001 strahlte Channel 4 unter dem gleichen Titel eine von David Starkey moderierte Dokumentarserie aus, in deren drittem Teil Anna (gespielt von Catherine Siggins) gemeinsam mit Jane Seymour vorgestellt wird. In der Fernsehserie Die Tudors spielt Joss Stone diese Rolle 2009/10 während der dritten und vierten Staffel.

### Romanliteratur
In Hilary Mantels Roman The Mirror and the Light (deutscher Titel: Spiegel und Licht, 2020), dem dritten Teil ihrer Tudor-Trilogie, wird die Zeit der Brautsuche von Henry VIII. und seiner kurzen Ehe mit Anna von Kleve aus der Perspektive des Kanzlers Thomas Cromwell erzählt.

### Musik
Der britische Keyboarder Rick Wakeman widmete das zweite Stück seines 1973 erschienenen instrumentalen Konzeptalbums The Six Wives of Henry VIII Anna von Kleve. Es hat einen relativ schnellen, komplexen Rhythmus und drückt nach Ansicht von Jörg Schumann, Redakteur der deutschsprachigen Progressive-Rock-Enzyklopädie Babyblaue Seiten, in einer Form Leben und Leidenschaft aus, die nicht zu dem historisch verbürgten Charakter Annas zu passen scheint.
Anna von Kleve ist eine der Hauptfiguren des Musical Six, in dem die sechs Ehefrauen von Heinrich VIII. in einem Ausscheidungssingen für eine Girlgroup gegeneinander antreteten.